# Welcome to Night Vale

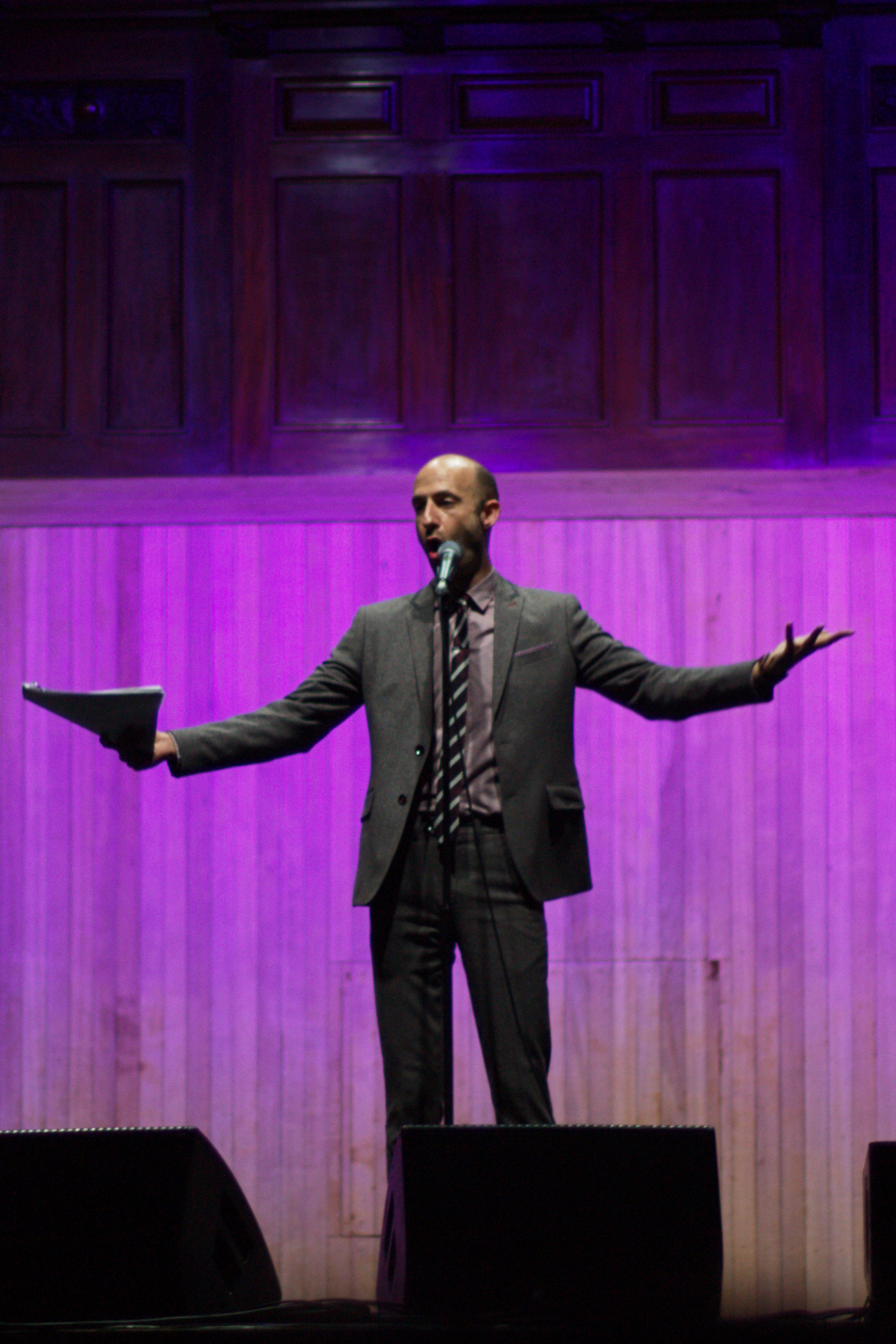
Cecil Baldwin bei einer Lesung von Welcome to Night Vale (2015)

Welcome to Night Vale (deutsch: „Willkommen in Night Vale“) ist ein amerikanischer Podcast aus dem Mystery-Genre, der seit 2012 existiert. Der Podcast ist als Lokalradio-Sendung aus dem fiktiven Night Vale aufgemacht, einer Wüstenstadt irgendwo im Südwesten der USA. Neue Folgen erscheinen zwei Mal im Monat, die meisten Folgen haben eine Länge von 20 bis 30 Minuten.

## Inhalt und Produktion
In Night Vale sind Verschwörungstheorien fester Bestandteil der Realität. Der hintergründige Witz der Serie entsteht aus dem betulichen Ton à la Prairie Home Companion, der ungefilterten Banalität eines Offenen Kanals, gemischt mit unglaublichen und bedrohlichen Begebenheiten, die an Akte X oder Stranger Things erinnern.
Der Podcast Welcome to Night Vale kann als lange Erzählung („Longform-Storytelling“) verstanden werden. Zwar können einzelne Folgen eigenständig gehört werden und enthalten nur selten signifikante Entwicklungen, die Hörer später zum Verständnis brauchen könnten. Die Serie wird jedoch durch Running Gags voller schwarzem Humor und Spannungsbögen über mehrere Folgen hinweg verbunden. Beispiel eines solchen Running Gags ist der wiederkehrende Auftritt der Glow Cloud, einer farbig leuchtenden Giftgas-Wolke. Die Entwicklung einer romantischen Beziehung zwischen den Hauptcharakteren Cecil und Carlos bildet einen der wichtigsten Spannungsbögen.
Sprecher des Podcast ist Cecil Baldwin. Jede Folge des Podcast enthält ein Musikstück aus dem Independent-Bereich, das als Wetterbericht angekündigt wird. Die Titelmelodie und Hintergrundmusik des Podcast wurde dem Musiker Disparition aus Brooklyn komponiert und eingespielt.
Welcome to Night Vale wurde 2012 von Joseph Fink und Jeffrey Cranor geschaffen, die gemeinsam die Autoren des Podcast und der Spin-off-Romane sind. Auch wirtschaftlich liegt Night Vale über die gemeinsam gehaltene Produktions-Firma Nightvale presents in ihren Händen.

## Romane
2015 veröffentlichten Fink und Cranor einen Roman mit dem Titel Welcome to Night Vale. Obwohl der Titel identisch zum Podcast ist, handelt es sich dabei nicht um ein erweitertes Transkript, sondern um ein eigenständiges Werk in der Welt von Night Vale. Der Roman ist aus der wechselnden Perspektive von Jackie Fierro und Diane Crayton verfasst, beides Bewohner von Night Vale, die schon im Podcast vorkamen. 2016 erschien der Roman in deutscher Übersetzung bei Klett-Cotta.
2017 veröffentlichten Fink und Cranor einen weiteren Roman, der den Titel It Devours! trägt. 2020 erschien der nächste Roman, The Faceless Old Woman Who Secretly Lives in Your Home.